# Pristaulacus stigmaticus
Pristaulacus stigmaticus är en stekelart som först beskrevs av John Obadiah Westwood 1868.  Pristaulacus stigmaticus ingår i släktet Pristaulacus och familjen vedlarvsteklar. Inga underarter finns listade i Catalogue of Life.